# Semnostola
Semnostola là một chi bướm đêm thuộc phân họ Olethreutinae trong họ Tortricidae.

## Các loài
- Semnostola arquatana Kuznetzov, 1988
- Semnostola atrana Kuznetzov, 1988
- Semnostola grandaedeaga Xu & Wang, 2006
- Semnostola magnifica (Kuznetzov, 1964)
- Semnostola mystica Diakonoff, 1959
- Semnostola thrasyplaca (Fletcher, 1940)
- Semnostola triangulata Nasu & Kogi, 1997
- Semnostola trisignifera Kuznetzov, 1970